# Mallada camptotropus
Mallada camptotropus là một loài côn trùng trong họ Chrysopidae thuộc bộ Neuroptera. Loài này được X.-k. Yang & Jiang in Jiang et al. miêu tả năm 1998.